# جاكسون غريغوري
جاكسون غريغوري (بالإنجليزية: Jackson Gregory)‏ هو صحفي وكاتب أمريكي، ولد في 12 مارس 1882 في ساليناس في الولايات المتحدة، وتوفي في 12 يونيو 1943 في أوبورن في الولايات المتحدة.

## وصلات خارجية
- جاكسون غريغوري على موقع IMDb (الإنجليزية)
- جاكسون غريغوري على موقع قاعدة بيانات الفيلم (الإنجليزية)